# 三養食品
三养食品株式会社（英語：Samyang Foods Co., Ltd.）是一家在1961年於韩国成立的食品公司。
公司的汉字全称是：三养工业株式会社，公司于1961年9月正式成立。
三养拉面以10韩元的价格在韩国第一次登场推出。
三养食品公司的业务包括食品供应，可以方便地食用，目的是简单地为韓國的粮食短缺而替代大米库存。

## 歷史
- 1961年9月：首次成立三養酪農業公司。
- 1961年10月：將公司名稱從三養乳業公司變更爲三養工業有限公司。
- 1963年9月：三養首次生產泡麵。
- 1965年10月：將公司名稱從三養工業有限公司變更為三養食品工業有限公司。
- 1967年11月：從月谷工廠遷至道峰洞工廠。
- 1969年1月：成立三養乳業有限公司。
- 1973年11月：三養開始建造大關嶺牧場。
- 1978年1月：成立三養油業。
- 1978年10月：成立三養醫療公司。
- 1980年7月：三養食品成立了美國子公司。
- 1987年3月：三養釀造醬油獲得了醬油行業的第一個KS標識。
- 1989年11月：三養食品被發現使用工業用油製作泡麵湯包。
- 1990年6月：公司名稱由三養食品工業有限公司更改為三養食品有限公司。
- 1997年2月：月谷辦公樓竣工，並從鐘路辦事處遷至月谷辦事處。
- 1997年8月：韓國最高法院宇治案未定罪。
- 2010年8月：收購餐廳好麵堂。
- 2011年4月：成立子公司三養THS有限公司。
- 2011年8月：收購濟州牛奶。
- 2011年9月：三養食品成立50週年。
- 2017年1月：發布核辣火雞麵。
- 2017年8月：三養拉麵推出辣味。
- 2018年4月：是拉差甜辣醬乾炒麵發布。
- 2018年9月：與Kakao Friends合作推出了拉麵及小吃產品。
- 2018年11月：發佈一款雞蛋麵。

## 爭議
1989年，有人指控三養在麵條中使用了工業用油。此醜聞造成三養聲譽受損，終止了三養在泡麵市場中的主導地位。